# Singafrotypa
Singafrotypa es un género de arañas araneomorfas de la familia Araneidae. Se encuentra en  África subsahariana.

## Lista de especies
Según The World Spider Catalog 12.0:
- Singafrotypa acanthopus (Simon, 1907)
- Singafrotypa mandela Kuntner & Hormiga, 2002
- Singafrotypa okavango Kuntner & Hormiga, 2002